# Singoli più venduti in Germania
Questa è la lista dei singoli più venduti in Germania. La fonte dei dati riportati è Musikindustrie.

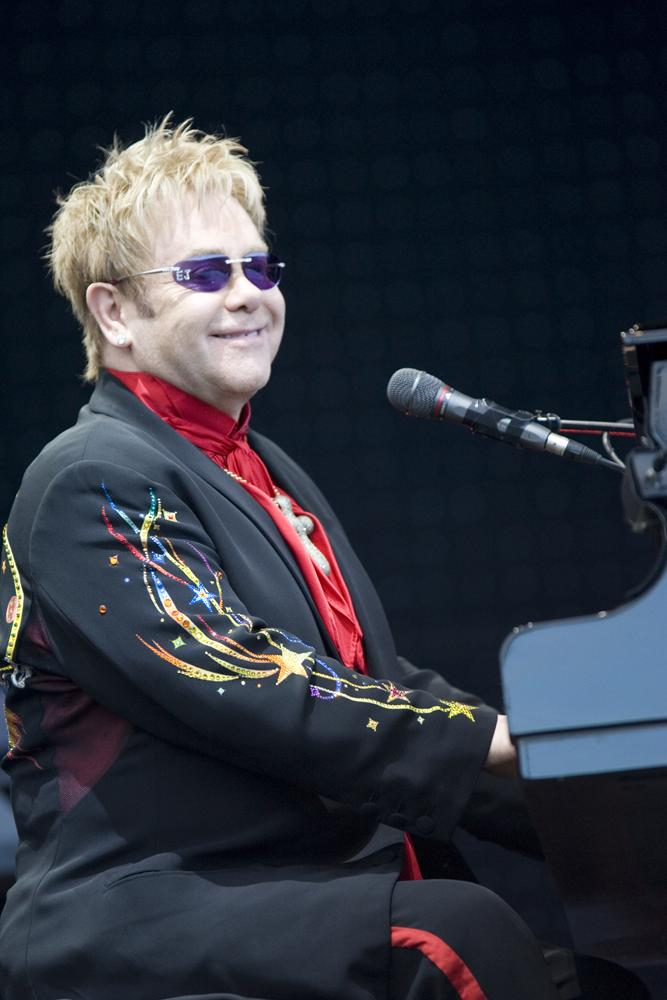
Candle in the Wind 1997 di Elton John è il singolo più venduto in Germania

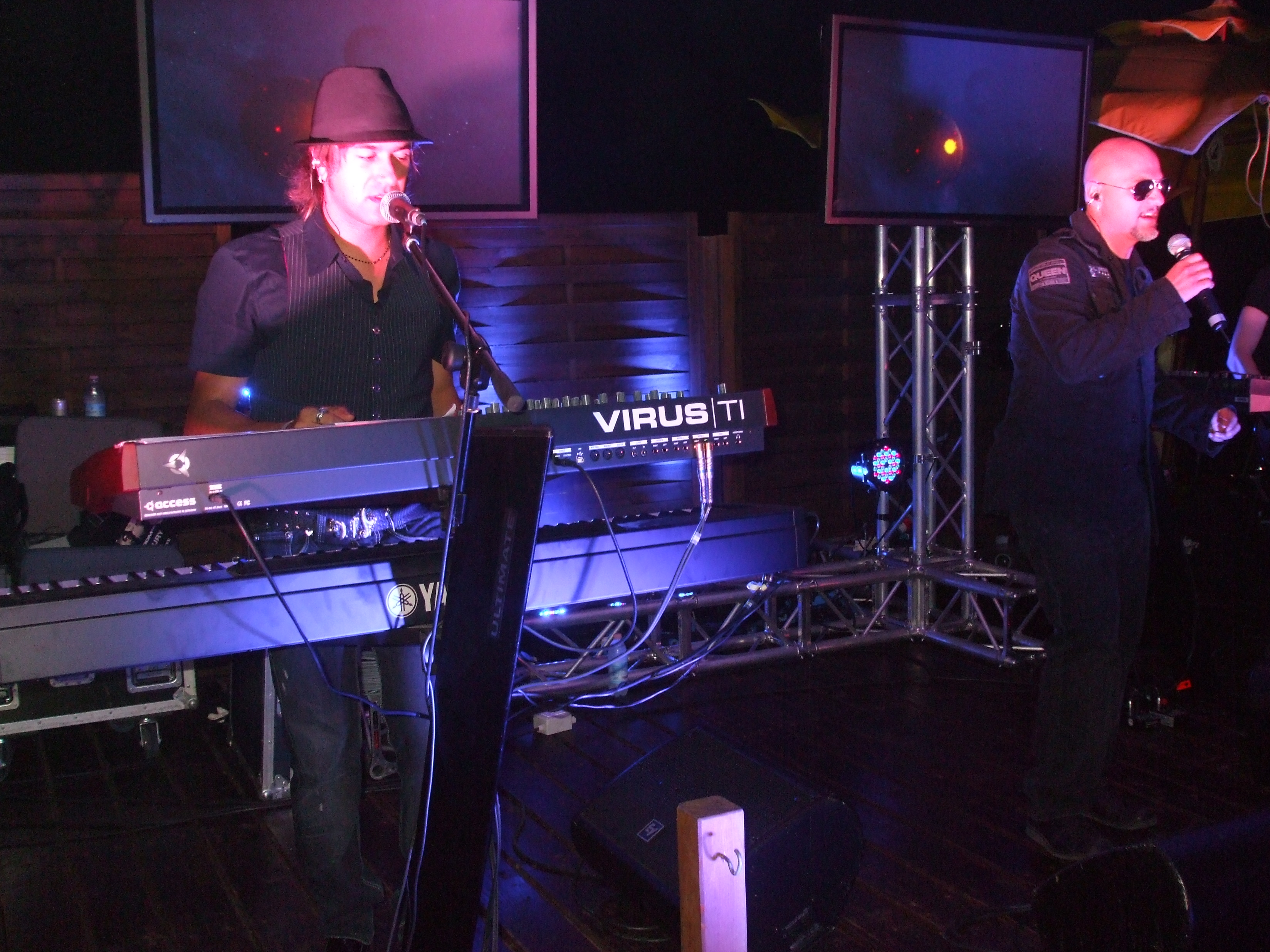
Blue (Da Ba Dee) degli Eiffel 65 è il singolo più venduto di un gruppo in Germania

## 4 250 000copie
- Candle in the Wind 1997, di Elton John

## 2 750 000copie
- Con te partirò, di Sarah Brightman e Andrea Bocelli

## 2 000 000copie
- My Heart Will Go On, di Céline Dion
- Ich Hab' Keine Angst, di Milva

## 1 500 000copie
- Conquest of Paradise, di Vangelis[1]
- Flugzeuge im Bauch, di Oli.P
- Mambo No. 5 (A Little Bit of...), di Lou Bega

## 1 250 000copie
- Believe, di Cher[1]
- Blue (Da Ba Dee), degli Eiffel 65
- I'll Be Missing You, di Puff Daddy e Faith Evans

## 1 000 000copie
- Anton aus Tirol, di Anton con DJ Ötzi
- Cotton Eye Joe, di Rednex
- Die längste Single der Welt, di Wolfgang Petry
- Earth Song, di Michael Jackson
- Ein Schwein namens Männer, di Die Ärzte
- Gangsta's Paradise, di Coolio con L.V.
- I Believe, dei Bro'Sis
- Killing Me Softly, di Fugees
- Lambada, dei Kaoma
- Aserejé, delle Las Ketchup
- What's Up?, dei 4 Non Blondes
- Wake Me Up, di Avicii con Aloe Blacc

## 750 000copie
- Alane, di Wes
- All That She Wants, degli Ace of Base
- An Angel, dei The Kelly Family
- ...Baby One More Time, di Britney Spears
- Freestyler, di Bomfunk MC's
- From Sarah with Love, di Sarah Connor
- Hijo de la luna, di Loona
- Ich vermiss' Dich... (wie die Hölle), di Zlatko
- I Follow Rivers, di Lykke Li
- It's like That, dei Run DMC vs. Jason Nevins
- Macarena, di Los del Río
- Maschen-draht-zaun, di Stefan Raab
- Men in Black, di Will Smith
- Mr. Vain, di Culture Beat
- Out of the Dark, di Falco
- So bist du (und wenn du gehst...), di Oli.P
- Somebody That I Used to Know, di Gotye feat. Kimbra
- Spirit of the Hawk, dei Rednex
- Tage wie diese, dei Die Toten Hosen
- They Don't Care About Us, di Michael Jackson
- Waka Waka (This Time for Africa), di Shakira
- What Is Love, di Haddaway
- Whenever, Wherever, di Shakira